# Wiener Genesis

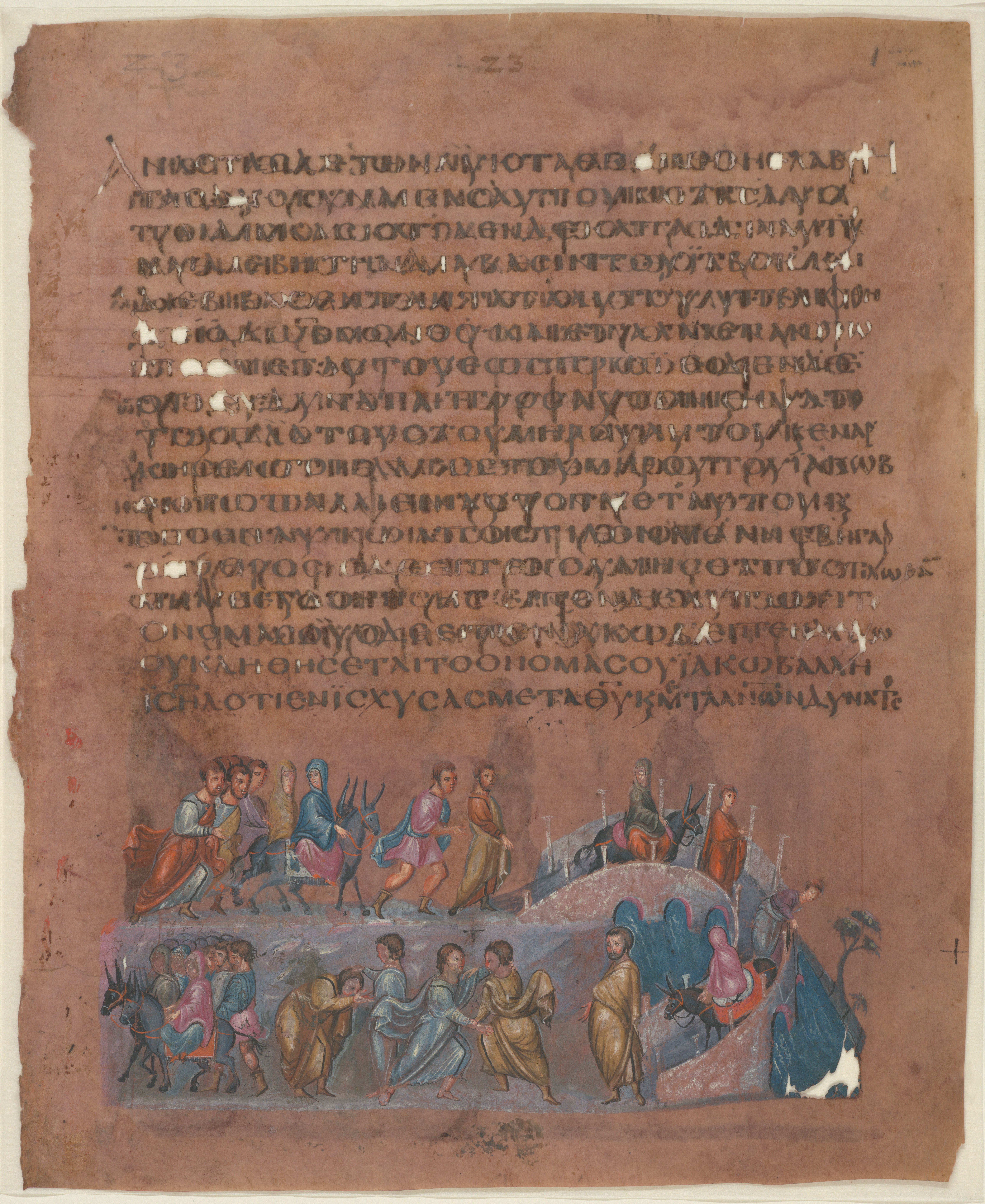
Die Illustration von Folium 12v der Wiener Genesis zeigt die Geschichte von Jakob

Die Wiener Genesis (Wien, Österreichische Nationalbibliothek, Cod. Theol. gr. 31) ist eine illuminierte Handschrift, die wahrscheinlich in Syrien in der zweiten Hälfte des 6. Jahrhunderts gefertigt wurde. Sie gehört zu den ältesten gut erhaltenen illustrierten biblischen Kodizes.
Der Text ist ein Fragment des Buchs Genesis in der griechischen Septuaginta-Übersetzung. Der Text wird wiederholt abgekürzt. 24 Blätter im Seitenformat von 28 × 34 cm mit insgesamt 48 Vollminiaturen, die jeweils unter dem Text (zum Teil zweireihig) stehen, sind erhalten. Es wird vermutet, dass es ursprünglich ungefähr 96 Blätter mit 192 Illustrationen waren. Der Kodex ist mit Silbertinte in Unzialschrift auf mit Purpur gefärbtem Kalbspergament geschrieben. Nomina sacra sind in Goldtinte geschrieben. Purpurfarbstoff diente auch zum Färben der kaiserlichen Gewänder.
Vermutlich wurde das Werk vom byzantinischen Kaiserhaus bei einer Werkstatt mit mehreren begabten Künstlern im syrisch-palästinensischen Raum in Auftrag gegeben. Die Illustrationen sind in einem naturalistischen Stil gehalten, der typisch für die byzantinische Malerei dieser Zeit ist. Das Format der Illustrationen ist ein Übergang zwischen den kleinen, ungerahmten Einzelbildern, wie sie in Schriftrollen üblich waren, und den späteren Bildern der Kodizes. Es gibt sowohl gerahmte wie auch ungerahmte Illustrationen. Die Illustrationen enthalten Vorfälle und Personen, die nicht im biblischen Text vorkommen. Diese stammen vermutlich aus volkstümlichen Ausschmückungen der Geschichte oder aus jüdischen Umschreibungen des Texts und sind nicht Illustrationen des Textes, sondern werden vielmehr von diesem kommentiert. Insgesamt haben 3 Skriptoren und etwa 8 Illuminatoren – in der Forschung zusammengefasst unter der Bezeichnung Meister der Wiener Genesis – an der Handschrift mitgearbeitet. 
Die Wiener Genesis könnte in derselben Periode und am selben Ort wie der Codex Sinopensis und der Codex Rossanensis gefertigt worden sein. Sie wurde vermutlich von Kreuzrittern nach Europa gebracht und ist seit 1664 im Besitz der Hofbibliothek, der heutigen Österreichischen Nationalbibliothek in Wien.